# أجاثا كريستي بوارو (مسلسل)
أجاثا كريستي بوارو (بالإنجليزية: Agatha Christie's Poirot) هو مسلسل بريطاني تلفزيوني تم بثّه من 8 يناير 1989 إلى 13 نوفمبر 2013 وهو يتكلم عن روايات الكاتبة أجاثا كريستي التي ظهر فيها هيركيول بوارو

## الحلقات
راجع:
قائمة بحلقات أجاثا كريستي بوارو

## روايات أو قصص لم تُنتَج
تم في هذه المسلسل إنتاج جميع قصص وروايات أجاثا كريستي الخاصة بهيركيول بوارو باستثناء:
1. القهوة السوداء (رواية)
2. إرث لمشرير (قصة قصيرة)
3. لغز مستندات السوق (قصة قصيرة)
4. لغز الزوارق (نشرت لأول مرة في يونيو 1936 تحت عنوان بوارو ولغز الزوارق.[2][3][4] ثم أعادت أجاثا كريستي كتابة القصة لتغيير المحقق من هيركيول بوارو إلى باركر بين قبل نشر أول كتاب له في الولايات المتحدة لغز الزوارق وقصص أخرى في عام 1939. وقد كانت مجلة ستراند هي الوحيدة التي تمتلك النسخة الأصلية من القصة في المملكة المتحدة حتى عام 2008، عندما تم تضمين القصة في الكتاب الشامل هيركيول بوارو: القصص القصيرة كاملة)

## بطولة
| اسم الشخصية    | اسم الممثل(ة) |
| -------------- | ------------- |
| هيركيول بوارو  | ديفيد سيجت    |
| آرثر هستنغز    | هيو فريزر     |
| جيمس جاب       | فيليب جاكسون  |
| فِلِسِتي ليمون    | بولين موران   |
| أريادني أوليفر | زوي أناماكر   |
| جورج           | ديفيد يلِن     |

## روابط خارجية
- أجاثا كريستي بوارو على موقع IMDb (الإنجليزية)
- أجاثا كريستي بوارو على موقع كينوبويسك (الروسية)
- أجاثا كريستي بوارو على موقع ألو سيني (الفرنسية)
- أجاثا كريستي بوارو على موقع قاعدة بيانات الفيلم (الإنجليزية)